# Aleksandra Wozniak
Aleksandra Wozniak (født 7. september 1987 i Montreal, Canada) er en professionel tennisspiller fra Canada.